# Palais abbatial de Saint-Claude
La palais abbatial de Saint-Claude est un bâtiment situé dans la ville française de Saint-Claude, dans le département du Jura.

## Description historique
L'édifice date de la première moitié du XIIe siècle et fut un ancien palais abbatial de l'abbaye royale de Saint-Claude jusqu'en 1510 et devient ensuite une résidence du prieur et du palais épiscopal jusqu'en 1802.
Restauré au début du XVIIe siècle, il est reconstruit au XVIIIe siècle ainsi qu'à la fin du XIXe siècle, il mue en chapelle avant de devenir une résidence.
Le bâti, le sol et le sous-sol des parcelles sont classés au titre des monuments historiques par arrêté du 24 août 2004.